# Gabriel Gustav Valentin

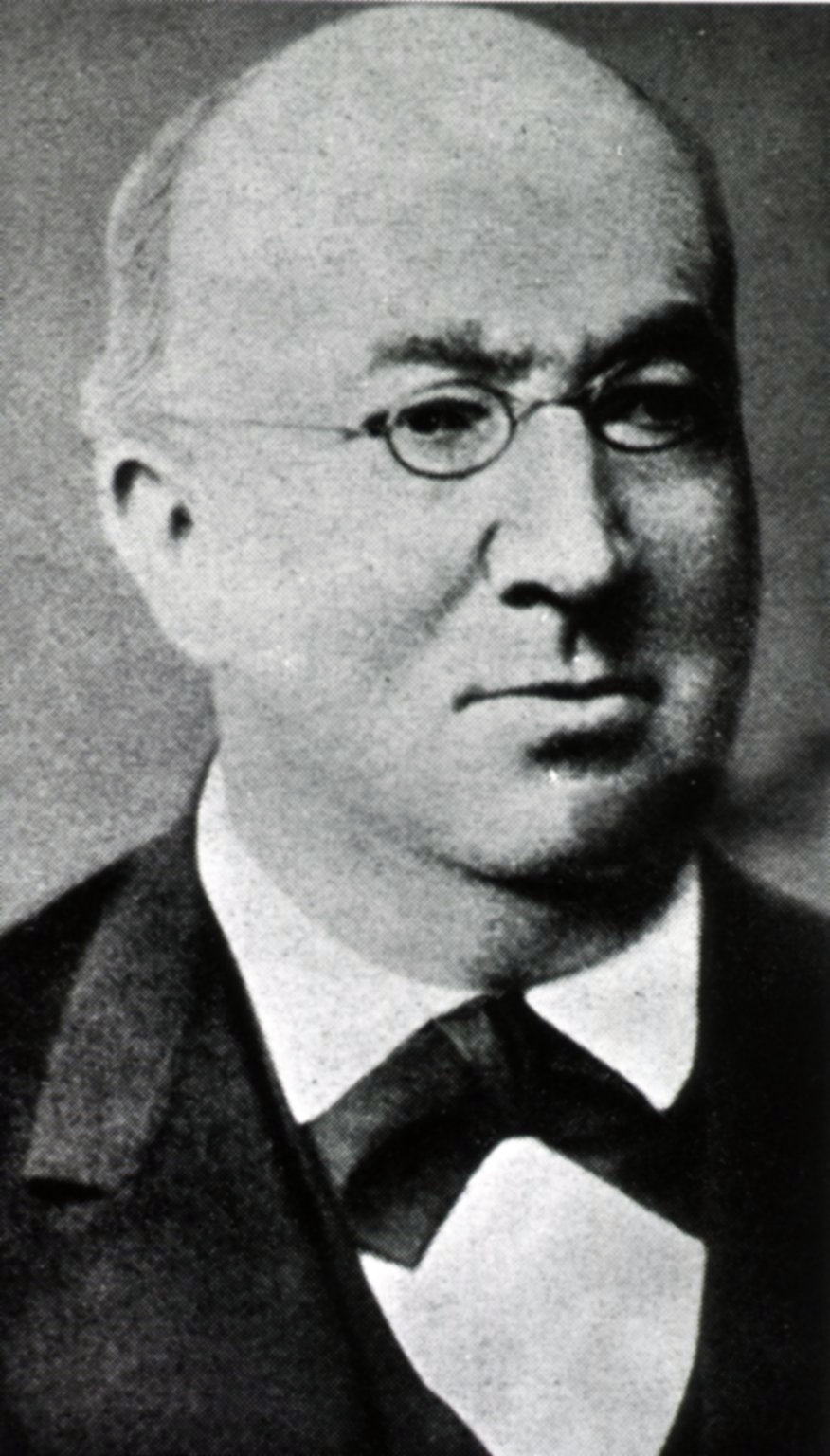
Gabriel Gustav Valentin, vor 1880

Gabriel Gustav Valentin (* 8. Juli 1810 in Breslau; † 24. Mai 1883 in Bern) war ein deutscher Physiologe und Embryologe sowie Professor der Physiologie in Bern.

## Leben
Gustav Gabriel Valentin war der Sohn des 1830 in Breslau gestorbenen Abraham Valentin, eines Goldschmieds und Silberwarenhändlers, und der Caroline Bloch, einer Tochter des Rabbiner-Assistenten Jehoschuah Falk Neumögen (gestorben 1807). Valentin war Jude und assistierte in der Breslauer Synagoge dem Rabbiner. Sein Sohn Gabriel Gustav Valentin, der auf der Schule auch Hebräisch lernte, studierte den Talmud. Diese jüdische religiöse Tradition in seinem Elternhaus prägte auch sein weiteres Leben. Er besuchte das Maria-Magdalenen-Gymnasium in seiner Heimatstadt, das er mit der Reifeprüfung verließ. Mit 18 Jahren begann er mit dem Medizinstudium an der Breslauer Universität. Einer seiner einflussreichsten Lehrer war der Physiologe Jan Evangelista Purkyně. Nach vier Studienjahren promovierte Valentin in Breslau mit einer Arbeit über die Bildung von Muskelgewebe, das Staatsexamen legte er 1833 in Berlin ab. Danach eröffnete er eine Praxis in Breslau. Seine ausgezeichnete Beobachtungsgabe, ein hervorragendes Gedächtnis und seine mathematischen Fähigkeiten verhalfen Valentin zu vielfältigen wissenschaftlichen Kenntnissen.
1841 heiratete Valentin seine Cousine Henriette Samosch, die Tochter der Sara Samosch, die sein Studium gefördert hatte.

## Akademische Laufbahn
Gustav Valentin forschte gemeinsam mit Purkynĕ. 1835 erschien sein Handbuch der Entwicklungsgeschichte des Menschen. Ein Angebot der Kaiserlichen Universität Dorpat (damals in Preußen) scheiterte an seinem Judentum. Bis 1848 wurden nicht getaufte Juden in Preußen von Lehrämtern offiziell ausgeschlossen. Ende des Jahres 1835 erhielt Valentin von der Jury der Französischen Akademie der Wissenschaften den „Grand Prix des Sciences Physiques“ für eine Arbeit über die Histologie der Pflanzen- und Tierentwicklung. Die damit verbundene Geldsumme versetzte ihn zunächst in die Lage, unabhängig weiter zu forschen. Seine Forschungsreisen brachten ihn in Kontakt mit den Physiologen Johannes Müller in Berlin, Marie-Jean-Pierre Flourens und François Magendie in Paris sowie Rudolf Wagner in Nizza. Doch dann kam ein Angebot der Universität Bern. Nachdem sichergestellt wurde, dass sein jüdischer Glaube kein Hindernis für seine Arbeit in der Schweiz bedeuten würde, ging er als Professor für Physiologie und Tieranatomie (Zootomie) in die Schweiz. Valentin wurde so mit 26 Jahren der erste jüdische Professor an einer deutschsprachigen Universität. 1836 war auch das Jahr, in dem Valentin den Kern und die Kernkörperchen von Nervenzellen identifizierte. 1838 schlug er die Verwendung von Doppelmessern mit verstellbarem Klingenabstand vor und war damit einer der Pioniere der Entwicklung von Mikrotomen. Das in Breslau gegründete Periodikum Repertorium für Anatomie und Physiologie führte er von 1836 bis 1843 fort. Im Jahr 1844 veröffentlichte Valentin sein zweibändiges Werk Lehrbuch der Physiologie des Menschen und 1846 folgte der Grundriss der Physiologie des Menschen. 1844 hatte Valentin die eiweißspaltende (diastatische) Wirkung des Sekrets der Bauchspeicheldrüse entdeckt. Seine Grundzüge der Entwicklung der tierischen Gewebe sind noch heute lesenswert.
Das Ansehen Valentins führte auch dazu, dass ihm als erstem Juden in Bern die Bürgerrechte gewährt wurden. Zum Mikroskopieren hielt sich sogar Alfonso Giacomo Gaspare Corti (1851 „Corti’sches Organ“) ab 1848 ein halbes Jahr bei Valentin auf, der zum Freund Valentins wurde und von 1853 bis 1863 der Direktor des Anatomischen Instituts in Bern war.

## Ehrungen
Im Jahr 1835 wurde er zum Mitglied der Deutschen Akademie der Naturforscher Leopoldina gewählt. In Breslau war Valentin Mitglied der Gesellschaft der Brüder.
1859 wurde Valentin in die American Academy of Arts and Sciences gewählt. Die Académie royale des Sciences, des Lettres et des Beaux-Arts de Belgique in Brüssel nahm ihn im Dezember 1861 als assoziiertes Mitglied auf. 1862 wurde er Ehrenmitglied der „Académie Royale de Médecine de Belgique“. Er war zudem Ehrenmitglied vieler medizinischer und wissenschaftlicher Gesellschaften in ganz Europa und Ehrendoktor der philosophischen Fakultät von Bern.

## Schriften (Auswahl)
- Handbuch der Entwicklungsgeschichte des Menschen mit vergleichender Rücksicht der Entwicklung der Säugetiere und Vögel. Rücker, Berlin 1835. (Digitalisat und Volltext im Deutschen Textarchiv)
- Repertorium der Anatomie und Physiologie. Band 2–3, 1837–1838.
- Lehrbuch der Physiologie des Menschen. 2 Bände. Vieweg, Braunschweig 1844; 2. Auflage ebenda 1847.
- Grundriß der Physiologie des Menschen. Braunschweig 1846.
- Der Gebrauch des Spektroskopes zu physiologischen und ärztlichen Zwecken. Heidelberg 1863.
- Versuch einer physiologischen Pathologie der Nerven. 2 Teile. Leipzig/Heidelberg 1864.
- Versuch einer physiologischen Pathologie des Blutes und der übrigen Körpersäfte. 2 Teile. Leipzig 1866–1867.